# Валье-де-Игнасио-Альенде
Валье-де-Игнасио-Альенде (исп. Valle de Ignacio Allende) — город в Мексике, штат Чиуауа, входит в состав муниципалитета Альенде и является его административным центром. Численность населения, по данным переписи 2010 года, составила 4185 человек.

## История
Поселение было основано 24 августа 1569 года под названием Валье-де-Сан-Бартрломе в честь покровителя апостола Варфоломея. 19 сентября 1825 года город был переименован в Валье-де-Игнасио-Альенде в честь одного из лидеров движения за независимость Мексики Игнасио Альенде.